# アレン・キボム
アレン・キボム（1990年12月29日-）とは韓流スターの名称。元XINGのボーカル、ラップ。元U-Kissのグループリーダー、ボーカル、ラップ。キム・ヒョンジュン (1987年生)は実兄。
2011年9月10日に桜島で開催されたK-POPフェスティバルではMCを担当し、通訳無しで全て日本語で行った。

## 出演

### テレビドラマ
- 孤独のグルメ 第8話（2012年2月23日、テレビ東京） - 韓国アイドル 役[2]